# Baker City
Baker City é uma cidade localizada no estado norte-americano de Oregon, no Condado de Baker.

## Demografia
Segundo o censo norte-americano de 2000, a sua população era de 9860 habitantes.
Em 2006, foi estimada uma população de 9648, um decréscimo de 212 (-2.2%).

## Geografia
De acordo com o United States Census Bureau tem uma área de
17,9 km², dos quais 17,9 km² cobertos por terra e 0,0 km² cobertos por água. Baker City localiza-se a aproximadamente 1044 m acima do nível do mar.

## Localidades na vizinhança
O diagrama seguinte representa as localidades num raio de 48 km ao redor de Baker City.